# Catedral de la Anunciación de la Virgen María (Gospić)
La Catedral de la Anunciación de la Virgen María o simplemente Catedral de Gospić (en croata: Katedrala Navještenja Blažene Djevice Marije) Es un templo católico de la ciudad de Gospić en Croacia, y la sede de la diócesis de Gospić-Senj.
La actual catedral fue construida entre 1781 y 1783 en estilo barroco. Durante la guerra de Yugoslavia, el 15 de septiembre de 1991, la iglesia se incendió: el techo y la parte superior de la torre se quemaron por completo, mientras que el interior de la iglesia fue dañado por el fuego. La reconstrucción se inició en 1992 y terminó en 1999.
El 25 de mayo de 2000, con la bula "Ad Christifidelium spirituali", el Papa Juan Pablo II erigió la Diócesis de Gospić-Mark, elevando al mismo tiempo la iglesia al estatus de Catedral.